# Državna tajna
Državna tajna u Hrvatskoj je pravno zaštićena člankom 7 Zakona o zaštiti tajnosti podataka. Naročito su navedeni podatci na koje se zaštita odnosi. Tu se propisuju pojam, vrste i stupnjevi tajnosti.
Izdaja ili veleizdaja podataka o osobite važnosti za obranu, nacionalnu sigurnost ili nacionalne interese Republike Hrvatske kažnjava se po kaznenom zakonu.

## Vanjske poveznice
- Zakon o zaštiti tajnosti podataka